# EP 3
EP 3 (reso graficamente come EP †††) è il terzo EP del gruppo musicale statunitense Crosses, pubblicato il 10 febbraio 2014 dalla Sumerian Records.

## Descrizione
Come quanto accaduto con EP 1 ed EP 2, il terzo EP dei Crosses contiene cinque brani, i quali sono stati inseriti nell'album di debutto del gruppo. A differenza dei precedenti due EP, EP 3 è stato pubblicato esclusivamente nel formato vinile dalla Sumerian Records e in edizione limitata.
Tra i cinque brani presenti nell'EP c'è anche il singolo The Epilogue, pubblicato digitalmente l'11 novembre 2013.

## Tracce
Lato A
1. The Epilogue – 3:55
2. Blk Stallion – 3:06
3. Bitches Brew – 3:28

Lato B
1. Nineteen Ninety Four – 4:17
2. Death Bell – 4:12

## Formazione
Gruppo
- Chino Moreno – voce
- Shaun Lopez – chitarra, tastiera
- Chuck Doom – basso, tastiera, sintetizzatore, drum machine, sequencer

Altri musicisti
- Chris Robyn – batteria
- Mackie Jayson – batteria e loop (traccia 4)

Produzione
- Shaun Lopez – produzione, ingegneria, missaggio presso i Red Bull Studios gli Henson Recording di Los Angeles
- Crosses – produzione
- Eric Broyhill – mastering
- Brendan Dekora – ingegneria parti di batteria
- Eric Stenman – ingegneria al missaggio presso i Red Bull Studios
- Kyle Stevens – ingegneria al missaggio presso gli Henson Recording